# Ensis goreensis
Ensis goreensis is een tweekleppigensoort uit de familie van de Pharidae. De wetenschappelijke naam van de soort is voor het eerst geldig gepubliceerd in 1888 door Clessin.